# Tipula (Pterelachisus) mandan
Tipula (Pterelachisus) mandan is een tweevleugelige uit de familie langpootmuggen (Tipulidae). De soort komt voor in het Nearctisch gebied.